# Đỗ Hưng Viễn
Đỗ Hưng Viễn(? - ?) sinh tại làng Bông Trung, huyện Vĩnh Lộc, tỉnh Thanh Hóa. Ông là một viên quan trong triều Lê Anh Tông. Ông có tài ăn nói nên thường được cử đi sứ để giao thương hoặc điều đình. Nhiều tài liệu chứng minh được ông là là người đầu tiên theo đạo Công giáo tại Việt Nam.

## Cuộc đời
Các tài liệu về Đỗ Hưng Viễn không có nhiều và đều không rõ năm sinh, mất của ông. Ông sinh tại huyện Vĩnh Lộc, tỉnh Thanh Hóa có cha là Đỗ Công Biều từng đậu Cống tại khoa thi Hương năm Kỷ Dậu đời Chính trị (Lê Anh Tông) năm thứ bảy. Ông Biều làm quan đến năm Chính trị thứ 15 được khâm sắc là "Kiệt tiết tuyên lực Công thần", đặc tấn Kim tử Vinh lộc Đại phu, giữ chức Lại bộ Thuyên khảo Thanh lại ty Viên ngoại lang, tước Lương khê Nam, tên thụy là Mỹ trinh hiền, hiệu Trúc lâm tiên sinh. Ông Biều có vợ mang họ Dương, hiệu là Từ Ái. Ông bà sinh được ba người con, con đầu là Đỗ Viên Đức, con thứ là Đỗ Hưng Viễn.

## Theo đạo Hoa Lang
Có nhiều giả thuyết kể về việc theo đạo của Đỗ Hưng Viễn, nhưng hầu hết đều thống nhất rằng Đỗ Hưng Viễn được rửa tội vào khoảng những năm 1556-1570 tại Ma Cao.

## Vinh danh
Tên ông được đặt cho một con đường tại phường 12, quận Tân Bình, Thành phố Hồ Chí Minh.